# Castel Firmian
Castel Firmian è un castello che si trova a nord ovest dell'abitato di Mezzocorona in Trentino.

## Storia

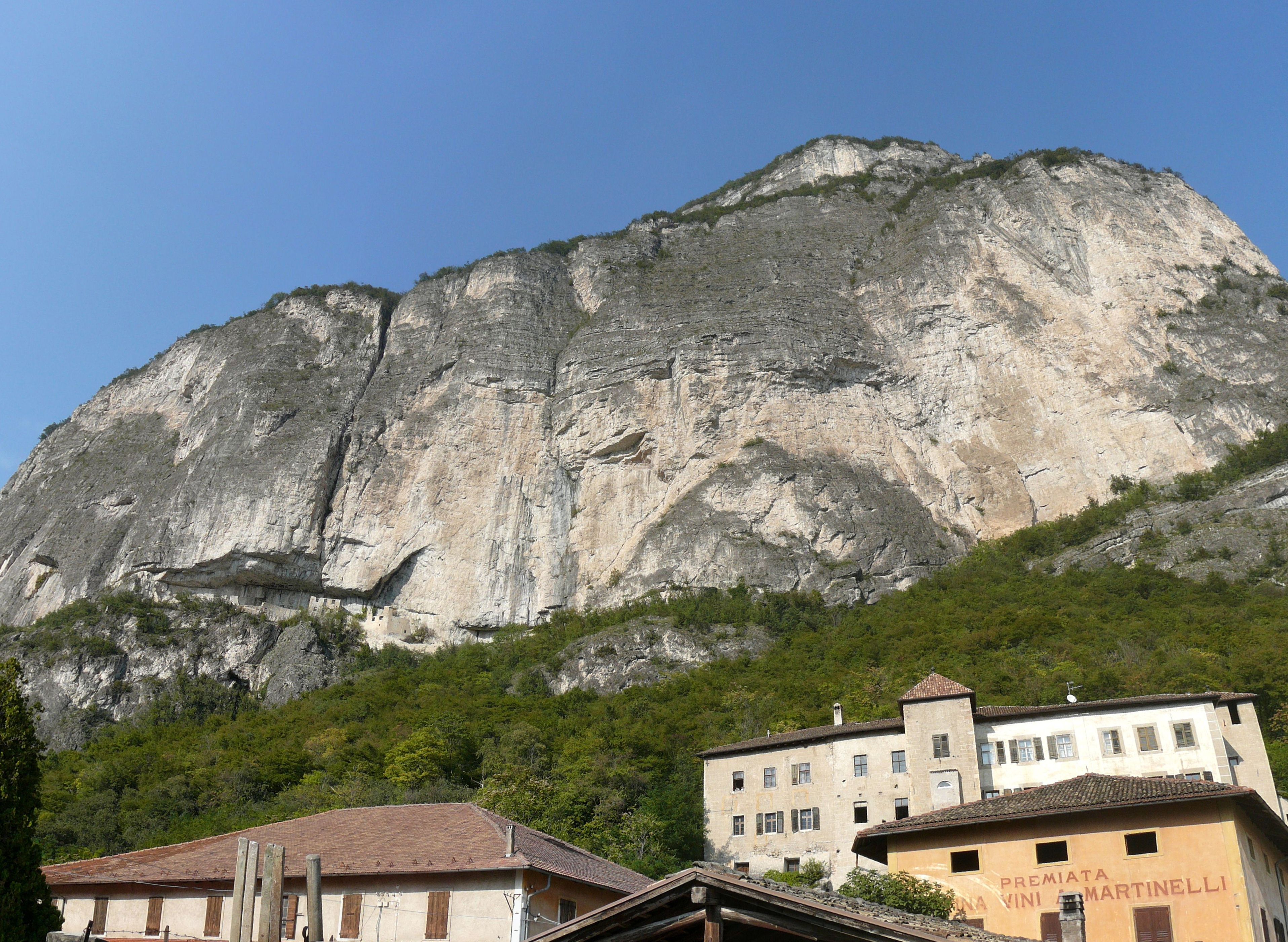
Il Castel Firmian e, alle sue spalle, le rovine del castel San Gottardo

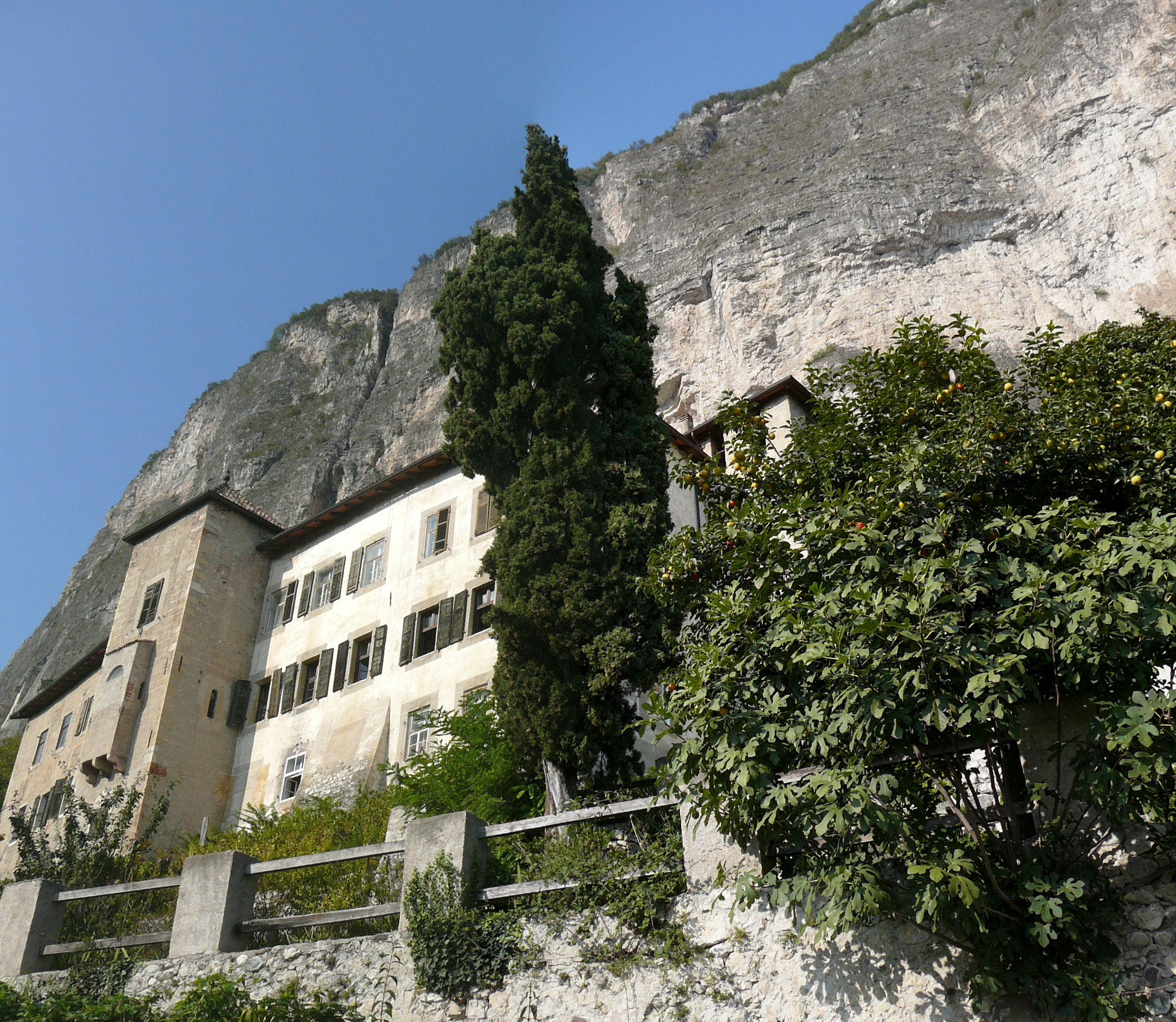
Vista da sud-est del castello

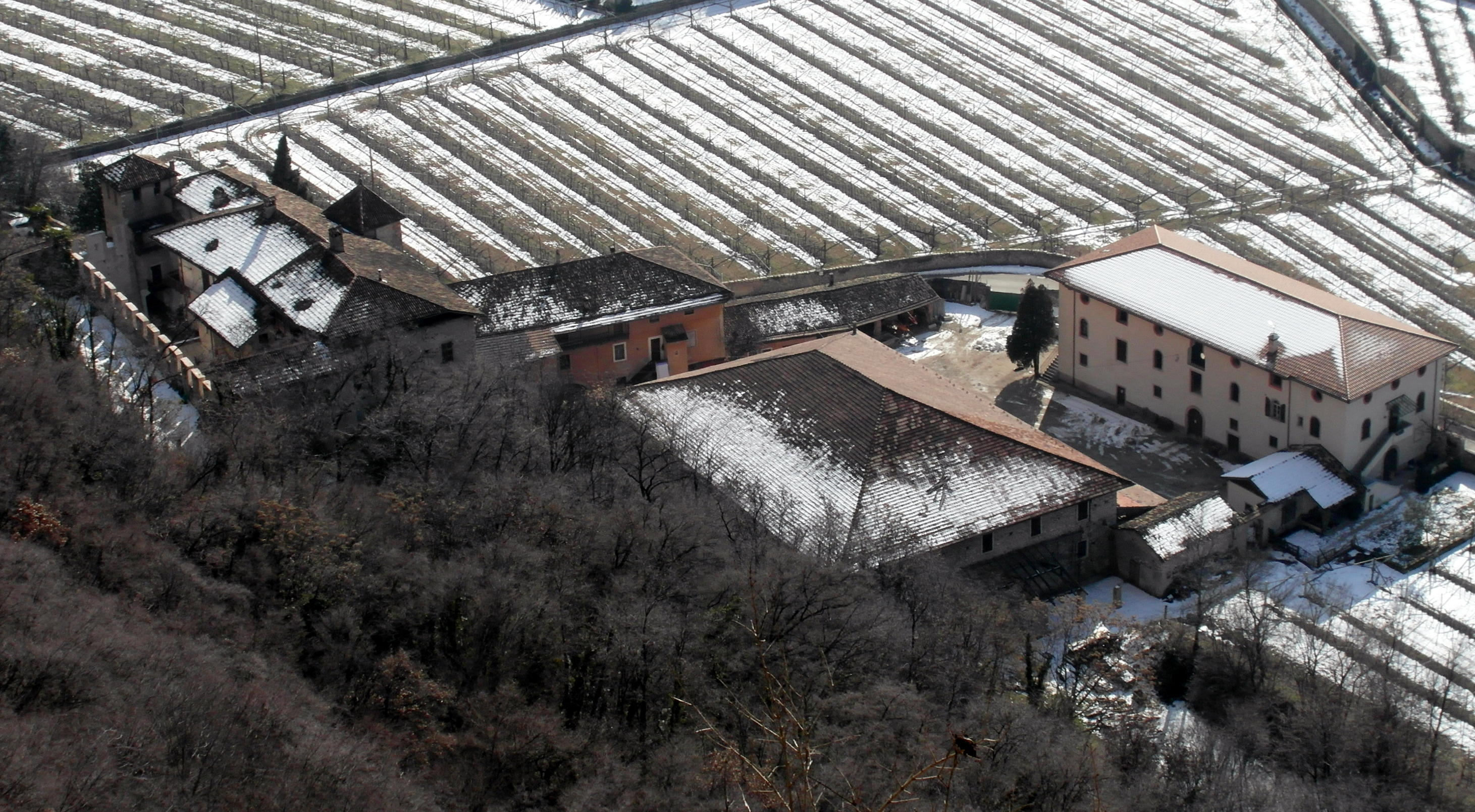
Vista del Castel Firmian dal Castel San Gottardo

Il castello di Firmian fu edificato nell'anno 1480 su volontà del capitano della Val di Non e delle Valli Giudicarie Nicolò I di Firmian. Egli sposò l'ultima erede della famiglia dei Kronmetz, Dorotea. Inizialmente i conti di Firmian abitavano il castello posto più in quota, il castel San Gottardo, ma questo era divenuto troppo scomodo da raggiungere. Fu così che Nicolò decise di abbattere la vecchia casa e fece costruire una torre accanto alla quale sorse una comoda dimora, il tutto ben recintato da eleganti mura e fossati. Dalla struttura principale si staccava un rivellino atto a controllare l'antica strada romana che proseguiva oltre al Noce in Val di Non. Fu così che i Firmian, proseguirono il diritto di giurisdizione dopo i Mez, mediante un giudice patrimoniale ed un capitano dinastiale.
Sulla torre, il conte Nicolò decise di far incidere lo stemma del suo casato assieme a quello dei Kronmetz, ancora oggi visibile.
Attorno al 1650 il castello fu rialzato di un piano e le precedenti strette finestre furono sostituite. All'esterno, in direzione sud-est fu inoltre costruita una nuova ala del castello che fu unita alla torre, mentre all'interno fu invece creato un salone a due piani a testimonianza del cambiamento di stile da tardo gotico a tardo barocco. I fossati atti a difendere la proprietà furono colmati. Negli anni a seguire fu inoltre costruita la cosiddetta casa del servo e la scuderia. Rimangono immutati i camminamenti di ronda e i muri merlati.
All'interno della torre si trova la cappella dedicata a San Giovanni Nepomuceno, che custodisce una statua in legno proveniente dal sovrastante castello e raffigurante San Gottardo. Oltre alla statua vi si trovano diversi dipinti relavivi alla famiglia Firmian, il cui capostipite dovrebbe essere il cavaliere Leopoldo. A lui è dedicato un dipinto che recita: "fu mandato l'anno 933 con 400 uomini a cavallo contro li pagani dall'imperatore Henrico I". Oltre a lui, si distinguono due opere raffiguranti Corrado I de Formigaro (1135) e Corrado II (seconda metà del XII secolo).
Uno dei personaggi probabilmente più noti della famiglia sarebbe Carlo G. Firmian (* 1716 - † 1782) che fu governatore della Lombardia quando questa si trovava sotto il controllo austriaco. Oltre a tale importante carica, viene ricordato per essere stato il protettore di letterati e poeti e uno dei maggiori sostenitori di Wolfgang Amadeus Mozart durante i suoi primi successi.

## Posizione geografica
Il castello si trova alla base della roccia su cui si trova il castel San Gottardo, posto nel mezzo di vigneti della Piana Rotaliana, dove risiedevano e tuttora vivono gli eredi dei conti Firmian.